# Bradysphaerotus papuanus
Bradysphaerotus papuanus is een keversoort uit de familie zwartlijven (Tenebrionidae). De wetenschappelijke naam van de soort is voor het eerst geldig gepubliceerd in 1986 door Kaszab.